# Charinus carvalhoi
Charinus carvalhoi es una especie de araña del género Charinus, familia Charinidae. Fue descrita científicamente por Miranda, Giupponi, Prendini and Scharff en 2021.
Habita en América del Sur. El caparazón de la hembra holotipo mide 1,47 mm de largo por 2,34 mm.